# گلودنیتس
گلودنیتس (به آلمانی: Glödnitz) یک منطقهٔ مسکونی در اتریش است که در Sankt Veit an der Glan District واقع شده‌است. گلودنیتس ۹۳۵ نفر جمعیت دارد.